# Crysis (computerspelserie)
Crysis is een sciencefiction first-person shooterserie van computerspellen van game-ontwikkelaar Crytek. De reeks wordt uitgegeven door Electronic Arts. De serie draait om de "nanosuits," de technologisch geavanceerde harnassen die gemaakt zijn voor een verbetering van fysieke kracht, snelheid, verdediging en om onzichtbaar te worden. De militairen moeten opnemen tegen vijandige Noord-Koreaanse soldaten, zwaarbewapende huurlingen, en een ras van technologisch geavanceerde buitenaardse wezens bekend als de Ceph, die miljoenen jaren geleden op aarde kwamen om onduidelijke redenen, en die zijn onlangs ontwaakt.
De hele versie van het eerste deel Crysis, alleen voor de pc, werd uitgegeven op 15 november 2007 in Australië, en een dag later in Europa en Noord-Amerika. Later in september 2008 werd er een uitbreiding uitgegeven van het eerste deel genaamd Crysis Warhead ook alleen voor de pc.
In maart 2011 kwam het vervolg op het eerste deel, Crysis 2. Uitgever Electronic Arts wilde het helemaal anders doen toen Crysis 2 door Crytek in de maak was. Het tweede deel van de Crysis-serie kwam daarom ook op de consoles uit. Van deze game zijn in vier maanden tijd drie miljoen exemplaren verkocht.
Op 11 april 2012 onthulde Electronic Arts dat er een derde deel in de maak was, Crysis 3, dat uitkwam in februari 2013.

## Gameplay
De personages in de Crysis-reeks hebben nanosuits, dit zijn robotachtige pakken die gemaakt zijn om de vooral Aliens te doden. Maximum Armor zorgt voor een bescherming in de nanosuit, waardoor kogels, van een hoogte vallen en explosies geen kans maken om je te verwonden. Maximum Strength geeft de nanosuitdrager extra kracht om auto's weg te trappen door de lucht. Maximum Speed laat je extra hard rennen. Ook kan je met de nanosuit onzichtbaar worden, dit heet Cloaking. Bij al deze krachten loopt je energiemeter wel terug, en moet zich daarna opnieuw automatisch opladen voordat een van deze krachten opnieuw kan worden gebruikt.
De eerste twee games, Crysis en Crysis Warhead, spelen zich af in 2020 op de fictieve Lingshan eilanden, in de Filipijnen. De militairen van beide games behoren beide tot "Raptor Team", een Amerikaanse special forces operatie die wordt gestuurd naar het eiland om agressief gedrag te onderzoeken door Noord-Korea. De speler maakt gebruik van verschillende wapens, waaronder traditionele projectiel wapens zoals pistolen, machinepistolen, geweren, en sniper rifles (die allemaal kunnen worden aangepast met scopes en silencers, het laatste zorgt voor ongehoord schieten), maar ook explosieven. In het eerste deel en de uitbreiding ervan vecht het Raptor Team tegen Noord-Koreaanse militairen en aliens.
Crysis 2, het vervolg op het originele spel, vindt plaats in 2023 in New York, waar personages uit de vorige games verschijnen of worden genoemd, maar de hoofdpersoon is een nieuw personage, een US Marine genaamd Alcatraz. De Nanosuit in het spel (ook wel "Nanosuit 2" genoemd) is een gestroomlijnde versie van het origineel, zonder afzonderlijke "kracht" en "snelheid" modes, in plaats van het uitvoeren van context-gevoelige handelingen van een verbeterde kracht en behendigheid, maar het behoudt de afzonderlijke "harnas "en" stealth " krachten.
Crysis 3, het vervolg op het tweede spel, gaat zich plaatsvinden in 2047 in New York, net als Crysis 2, maar dan in een stadsjungle vol moerassen en woeste rivieren. In dit deel zijn er buiten de huidige wapens van de voorlopers, andere nieuwe wapens te gebruiken. Op 29 januari startte de Open Multiplayer Beta voor de pc, Xbox 360 en PlayStation 3, die eindigde op 12 februari 2013.

## Personages

### Huidige spelers
- Nomad, echte naam Jake Dunn, is de hoofdpersoon van het eerste spel, een lid van Raptor Team. Zijn achtergrondverhaal wordt afgespeeld in Crysis Warhead, de uitbreiding van het eerste deel, waar wordt onthuld dat hij O'Neill vervangt als lid van Raptor Team. Nomad overleeft de gebeurtenissen van de eerste game en is, zoals zijn einde, teruggekeerd naar het eiland met de bedoeling om prophet te vinden en de buitenaardse bedreiging te stoppen.
- Psycho, echte naam Michael Sykes, is de hoofdpersoon van de spin-off Crysis Warhead en een ander lid van Raptor Team. Hij verschijnt in de eerste helft van Crysis en daarna weer in het laatste level. Psycho wil ervoor zorgen in het spel om de Noord-Koreanen te stoppen onder leiding van kolonel Lee wegens het gevangennemen van een alien en reverse-engineering van haar technologie. Vanaf het einde van het eerste spel is Psycho teruggekeerd om op het eiland samen met Nomad prophet te vinden.
- Alcatraz, de stille marinier van Crysis 2, een militaire operatie is ingezet om New York te verdedigen en naar de wetenschapper Nathan Gould te zoeken. Terwijl ze stranden in het water gaan alle mariniers dood, en Alcatraz is zwaargewond. Hij krijgt van Prophet die ineens opduikt de Nanosuit, en blijft daarna nog steeds op zoek naar Gould. Terwijl hij vecht zich een weg door vijandige CELL huurlingen, vindt hij uiteindelijk Gould, maar daar duikt de vijand ineens op. Gould en Alcatraz zijn uiteindelijk toch weer bij elkaar in het Grand Central Station, waar zij samen van plan zijn om de resterende mensen in het vernietigde New York te evacueren. Na het verlaten van het Central Station, maakt Alcatraz zijn weg naar de Prism, het eiland waar de Nanosuit-maker, Jacob Hargreave, woont. Hij is van plan om de diepe laag protocollen die opgeslagen zijn door Prophet te vinden. Later evacueert Alcatraz het eiland na het zichzelf vernietigt, en maakt hij zijn weg naar Central Park. Daar voltooit hij zijn missie en vernietigt alle buitenaardse krachten in New York. Terwijl dit gebeurt, ontmoet hij Prophet in de diepste lagen van het pak. Karl Rasch, gezamenlijke maker van de nanosuits van Hargreave vraagt vervolgens aan Alcatraz wat zijn naam is. Alcatraz reageert dan met: "They call me... prophet".

### Andere militairen
- Prophet, echte naam Laurence Barnes, is de leider van Raptor Team en verschijnt in Crysis, Crysis 2 en in "Crysis 3" is hij zelfs de hoofdpersoon (hoewel hij te horen is in Crysis Warhead). Prophet leidt Nomad in het eerste deel van zijn missie, maar wordt gevangengenomen door een Alien en ze denken dat hij dood is tot Nomad hem vindt in het ijs. Nadat hij gered is keert Prophet terug naar het eiland in de laatste slag en opnieuw denken ze weer dat hij dood is gegaan toen de militaire kernwapens het eiland troffen, maar een of andere manier wordt er een bericht gestuurd naar Nomad en Psycho en ze gaan terug om hem te vinden. Hij verschijnt ook in de "2" als eerste drager van de Nanosuit 2's, en geeft het pak aan Alcatraz in Crysis 2 voordat hij zichzelf doodt omdat hij geïnfecteerd is.
- Helena Rosenthal is een wetenschapper op het eiland die wordt gevangengenomen door het Noord-Koreaans leger. Ze wordt gered door Nomad en keerde terug naar de Amerikaanse luchtvaartmaatschappij op het eiland. Zij, Nomad en Psycho overleven de buitenaardse aanval en zijn van plan om terug te keren naar het eiland om prophet te vinden.
- Sean O'Neill is een belangrijke personage in Crysis Warhead en is een oude vriend van Psycho. Hij was oorspronkelijk bedoeld om een lid te zijn van Raptor Team, maar werd vervangen door Nomad na het zakken van een evaluatie-test. Hij helpt Psycho meerdere keren in het leger ondanks het feit dat hij de test niet haalde en ontsnapt uiteindelijk het eiland met Psycho. Het is niet bekend wat er met hem gebeurde tijdens de aanval van aliens op een vloot.

#### Vijanden
- General Kyong is de leider van de KPA militaire operatie op het eiland, en wil de aliens-technologie gebruiken om Noord-Korea om te zetten in een wereld dominerende supermacht.
- Colonel Lee is een van de leiders van het Noord-Koreaanse leger op het eiland en de primaire militair van Crysis Warhead. Hij vangt een buitenaards wezen en is van plan om het naar Korea te brengen, maar wordt meerdere malen tegengehouden door Psycho. Aan het einde van het spel, is Lee uiteindelijk verslagen en vermoedelijk gedood door een Alien-oorlogsschip.
- De Ceph is een buitenaards ras van aliens dat slapende is geweest op het eiland in een grote berg. De aliens variëren van kleine, robotachtige wezens en aangedreven exoskeletten tot enorme oorlogsschepen. In de eerste wedstrijd gebruiken ze ijsgebaseerde technologieën en kunnen ze groeien in kracht als ze energie absorberen. Het doel van de vreemdelingen op aarde is onduidelijk, maar ze zijn vijandig tegenover zowel de Amerikaanse en Koreaanse legers. In de tweede wedstrijd is onthuld dat ze meerdere begraven structuren in hun bezit hebben rond de planeet, zoals die in de Lingshan eilanden en onder New York.
- Commander Dominic Lockhart is de primaire antagonist van de eerste helft van Crysis 2 en de leider van CELL, de militaire operatie. Hij wil Alcatraz dood hebben, omdat hij denkt dat Alcatraz Prophet is. Lockhart is een sociopaat die er alles aan om zijn doelen te bereiken. Hij is gedood toen Alcatraz hem uit een raam gooit in het tweede deel.
- C.E.L.L. Agenten zijn lid van Crynet, het bedrijf achter de quarantaine plaatsen van New York. Zij, samen met de Ceph, zijn de belangrijkste vijanden van Alcatraz in Crysis 2. Ze zijn menselijk en gebruiken een armor samen met een groot aantal wapens. Hoewel ze in het algemeen zwak zijn tegenover De Ceph, hebben ze meer mensen in hun leger. Zij kunnen gebruikmaken van voertuigen, zoals vrachtwagens, tanks en helikopters.
- Jacob Hargreave is de belangrijkste antagonist van de tweede helft van Crysis 2. Hij is een van de medeoprichters van Hargreave-Rasch en hij leidt Alcatraz door veel van de levels na de vangst van Nathan Gould totdat Alcatraz Lockhart vermoord. Daarna wil Hargreave namelijk de nanosuit van Alcatraz zodat hij zelf tegen De Ceph kan vechten. Hij wordt verraden door een van zijn ondergeschikten, Tara Strickland, die in werkelijkheid een undercover CIA-agent is. Ze toont Alcatraz dat Hargreave degene was die achter de gebeurtenissen van de originele Crysis zat, het orkestreren van de ontmoeting tussen het Amerikaanse leger en de Ceph, en dat hij in contact gekomen is met de Ceph in Tunguska meer dan een eeuw geleden. Alcatraz confronteert hem in zijn kantoor, waar het wordt onthuld dat hij eigenlijk in een vegetatieve toestand is en in een buis ligt gevuld met een groene vloeistof ligt. Hij ging dood toen de Hargreave-Rasch gebouw instortte na een aanval van de Ceph.

## Spellen

#### Crysis (2007)
In 2019 wordt tijdens een onderzoek op een eiland een prehistorisch object. Militairen operaties worden ingezet. Aztec, Psycho, Prophet en Jester moet men de 5 leden van het onderzoeksteam zien te lokaliseren en evacueren. Tijdens de sprong uit het vliegtuig gaat het mis met Nomad. Hij wordt geraakt door een onbekend object en valt zonder parachute naar beneden. Nomad overleeft deze val in het water omdat hij een zeer geavanceerde Nanosuit heeft, die de klap absorbeert. Het blijkt om een Alien invasie te gaan op het eiland.

#### Crysis Warhead (2008)
Tijdens Psycho's eigen missie, werd hij weggestuurd om een gevangen alien op te halen van Colonel Lee en de Koreanen. Na tal van tegenslagen en de hulp van zijn vriend O'Neill, Verslaat Psycho Lee en brengt de alien terug naar de vloot toe. Op dit punt gaat het verhaal verder in de oorspronkelijke titel.

#### Crysis 2 (2011)
In 2023, drie jaar later dan Crysis, komt er een alien invasie in New York. Troepen worden erop afgestuurd waaronder marinier Alcatraz. Na een schietgevecht van de aliens raakt hij zwaargewond en duikt er iemand in een nanosuit op. Vanaf dit moment geeft Prophet zijn nanosuit aan Alcatraz en is de taak aan hem om New York weer terug te krijgen.

#### Crysis 3 (2013)
In 2047, 24 jaar na de eerste invasie van aliens in New York, duiken de aliens weer op in deze stad. De steden zijn ingesloten door middel van een gigantische Nanokoepel door De CELL Corporation. De hele stad is een grote jungle geworden met moerassen en wilde rivieren. Het is de taak van Prophet om ze allemaal te vernietigen en de stad terug te krijgen.

## Andere spellen

#### Crysis Wars (2008)
Een multiplayerspel dat ook bij Crysis Warhead zit inbegrepen.

#### Crysis Maximum Edition (2009)
Crysis Maximum Edition is een editie met drie spellen. Crysis (2007), Crysis Warhead (2008) en Crysis Wars (2008).